# 加勒比海小隱棘鮋
加勒比海小隱棘鮋，為輻鰭魚綱鮋形目鮋亞目鮋科的其中一種，為熱帶海水魚，分布於西大西洋加勒比海海域，棲息深度439-622公尺，體長可達5.3公分，棲息在底層水域，生活習性不明。